# Јамница (предузеће)
Јамница плус доо је хрватско друштво са ограниченом одговорношћу које производи газирану минералну воду, као и друге флаширане воде и безалкохолна пића. Основана је 18. октобра 1828.
Улагањем у модернизацију, развој и нове технологије, Beverages Group је дошла до позиције једног од најмодернијих европских произвођача природних минералних вода и безалкохолних пића. Укупна годишња производња од преко 600 милиона литара чини га највећим произвођачем у овом делу Европе. Приход Јамнице 2005. износио је 793,55 милиона куна (око 130 милиона долара).  Укупан приход Јамнице 2011. достигао је 1,2 милијарде куна. Јамница је остварила 100,247 милиона куна добити прије опорезивања. Део Јамнице плус доо су пунионица Јамница у Писаровини и пунионица Јана у Горици Светојанској код Јастребарског. Од 2020. Јамница плус послује као део Beverages Group-е. Уз Јамницу плус, Beverages Group укључује и Сарајевски кисељак доо у Босни и Херцеговини, Мг Мивела доо у Србији, Јамница минерална вода доо у Словенији и Jamnica Water доо у Мађарској.
Јамница плус, односно група пића, нуди широк спектар брендова укључујући Јамницу, Сарајевски кисељак, Мг Мивела, Јана, Јана са укусом воћа итд.

## Историја
Традиција датира још од 18. века. Царица Марија Терезија је 1772. послала узорке Јамнице на хемијску анализу, а Јамница је исте године уписана у регистар минералних вода. Године 1823. апотекар Јосип Микшић је извршио прву квантитативну научну анализу Јамничке киселице.
Комерцијална употреба Јамнице почела је 8. октобра 1828. пуњењем првих флаша намењених тржишту. Овај датум се и данас слави као Дан Јамнице. Исте године, 18. новембра, фармацеут Ђуро Августин је урадио другу научну анализу Јамнице. У Јамници је 1830. отворено купатило и бања, која је радила до 1870. 1852. саградио је нову бањску зграду познати загребачки архитекта Јанко Јамбришак.
Бању на Јамници током 1863. и 1864. посећивао је бискуп Јосип Јурај Штросмајер, уз хрватског политичара Анту Старчевића и хрватског књижевника Аугуста Харамбашића, који је током свог боравка осмислио најпознатију паролу:
Тко јамничку воду пије радо – тај ће имати живот дуг и срце младо— Аугуст Харамбашић
Крајем 19. века Јамница је продата Вилиму Ловренчићу који је модернизовао пунионицу и организовао продају 1899. Мира Врбанић и Маргита Ротенбухер купиле су извор 1926. Ново, модернизовано пумпно место за воду изграђено је 1932.
Јамничка киселица се континуирано производила до Другог светског рата, када је производња замрла. 1961. Агрокомбинат из Загреба преузима изворе и ревитализира производњу. Наредне године избушен је нови извор Јамница 62. Током 1964. пунионица је модернизована и постављене су две аутоматске линије. Компанија Маријан Бадел је 1. августа 1967. је од Агрокомбината купила фабрику минералне воде Јамничка киселица. Ново извориште Јанино врело избушено је 1973. Нова пунионица отворена је 1978. у Јамничкој Киселици.
У мају 1982. линија производа је проширена и укључује нове нискокалоричне напитке на бази минералне воде под називом Јана, који су долазили у два освежавајућа укуса: лимун и наранџа. 1986. лансиран је нови напитак на бази минералне воде под називом Sprint tonic који се препоручује спортистима и онима који се баве додатном физичком активношћу.
Јамница као самостално предузеће послује од 1990. 7. октобра 1991. гранатирана је пунионица Јамница, а објекти, линије за пуњење минералне воде, амбалажа и готови производи оштећени су до јула 1992.
Предузеће је 28. децембра 1992. претворено у акционарско друштво, а нови већински власник, Агрокор дд, започео је реновирање погона.
Током 1993. уложено је у три најсавременије линије за флаширање, набављена су теретна возила и виљушкари, организовани су дистрибутивни центри у Загребу, Сплиту, Ријеци и Осијеку и уведен је нови концепт капиларне дистрибуције. 10. септембра 1993. Јамница је гранатирана по други пут у току рата.
У јулу 1994. пуштена је у рад нова линија за пуњење флаша. Почело је пуњење Јамнице у оригиналну ПЕТ флашу од 1,5 литара. Августа 1995. почиње производња негазиране минералне воде Јамница, а редизајн етикете и логотипа компаније извршен је у децембру исте године. Пуњење производа Јамница у ПЕТ боце од 0,5 литара почело је у јулу 1996.
Куповином власничког удела у Младини ад 1998., Јамница се упустила и у производњу вина.
У мају 1999. пуштена је у рад нова пунионица сокова у Јастребарском, а Јамница је лансирала своје природне воћне сокове Juicy.
Јамница је 2000. постала већински власник Сарајевског кисељака, највеће и најсавременије фабрике минералне воде са богатом историјом и традицијом у Босни и Херцеговини.
18. јула 2002. започета је комерцијална производња природне изворске воде Јана. Производња безалкохолних пића Juicy fruits и воћних сокова ТО почела је у децембру исте године.
Од 2003. тргује се на Загребачкој берзи као JMNC-R-A  
У јулу 2004. Јамница је постала већински власник пунионице минералне воде Fonyodi у Мађарској.
Јамница поседује још неколико брендова укључујући и бренд Мивела из Србије. Поред тога, производни и дистрибутивни центри се налазе у Словенији, Србији и Сједињеним Државама.

## Јана
Природна минерална вода Јана један је од најпознатијих брендова компаније. Флашира се у Горици Светојанској код Јастребарског. Због изузетне дубине, Јана се одликује изузетним минералним саставом и посебно израженим односом калцијума и магнезијума. 
Вода потиче из Свете Јане  са Жумберачких планина у Хрватској.  Његов укус је описан као „гладак са привлачном свежином и свиленкастом текстуром“.  На тржиште Северне Америке ушао је 2006. 
Добио је Еаусцар награду за „Највиши квалитет“ на Акуа-Екпо у Паризу 2005.  Бренд је сертификован угљен -неутралан.  Јана је 2022. освојила највишу светску награду за квалитет производа од стране Међународног института за квалитет. 